# Станберрі (Міссурі)
Станберрі (англ. Stanberry) — місто (англ. city) в США, в окрузі Джентрі штату Міссурі. Населення — 1129 осіб (2020).

## Географія
Станберрі розташоване за координатами 40°13′0″ пн. ш. 94°32′17″ зх. д. / 40.21667° пн. ш. 94.53806° зх. д. (40.216583, -94.538093).  За даними Бюро перепису населення США в 2010 році місто мало площу 3,63 км², уся площа — суходіл.

## Демографія
Згідно з переписом 2010 року, у місті мешкало 1185 осіб у 477 домогосподарствах у складі 304 родин. Густота населення становила 326 осіб/км².  Було 573 помешкання (158/км²).
Расовий склад населення:
| - 99,1 % — білих - 0,2 % — корінних американців - 0,2 % — чорних або афроамериканців |

До двох чи більше рас належало 0,4 %. Частка іспаномовних становила 0,9 % від усіх жителів.
За віковим діапазоном населення розподілялося таким чином: 24,2 % — особи молодші 18 років, 51,0 % — особи у віці 18—64 років, 24,8 % — особи у віці 65 років та старші. Медіана віку мешканця становила 42,7 року. На 100 осіб жіночої статі у місті припадало 89,3 чоловіків;  на 100 жінок у віці від 18 років та старших — 81,4 чоловіків також старших 18 років.
Середній дохід на одне домашнє господарство  становив 49 677 доларів США (медіана — 37 500), а середній дохід на одну сім'ю — 61 054 долари (медіана — 56 382). Медіана доходів становила 36 429 доларів для чоловіків та 26 791 долар для жінок. За межею бідності перебувало 14,4 % осіб, у тому числі 18,5 % дітей у віці до 18 років та 12,5 % осіб у віці 65 років та старших.
Цивільне працевлаштоване населення становило 568 осіб. Основні галузі зайнятості: освіта, охорона здоров'я та соціальна допомога — 28,0 %, виробництво — 20,4 %, роздрібна торгівля — 11,4 %, транспорт — 7,6 %.